# Stade de Rocourt
Ne doit pas être confondu avec Stade Vélodrome de Rocourt.
Le Stade de Rocourt (Franki Arena) est un projet d'équipement sportif de la ville de Liège en Belgique.
Ce stade, d'une capacité de 4 147 places, pourra accueillir les rencontres à domicile du RFC Liège.

## Histoire
Le FC Liégeois, porteur du matricule 4, est réputé pour être le plus vieux club wallon. Il a remporté le tout premier championnat de Belgique de football.
Il évolue au vélodrome du parc de la Boverie, aux jardins du château de Sclessin, à la plaine du Champ d'Oiseaux de Cointe puis à Renory, toujours à Cointe entre 1892 à 1921, soit quatre terrains en 29 ans.
Le FCL déménage au Stade Vélodrome de Rocourt en 1921, qui deviendra célèbre pour des faits de cyclisme, étant le lieu de 4 éditions du Championnats du monde de cyclisme sur piste, et d'arrivée de 10 éditions de Liège-Bastogne-Liège mais aussi connu grâce au football, devenant en 1937 la propriété du FC Liège.
Dans cette enceinte, le RFC Liège remporte deux titres de champion de Belgique en 1952 et 1953. Au palmarès du club figurent également une Coupe de la Ligue Pro (1986) ainsi qu'une Coupe de Belgique (1990).
Ce stade a eu une capacité maximale de 50 000 places, battant des records d'affluence, tout d'abord avec la réception du Spartak Moscou, où l'affluence s’éleva à 47 000 places puis avec celle du Real Madrid CF, à l'époque quadruple vainqueur de la Ligue des champions de l'UEFA, attirant 50 000 personnes, un record cependant officieux.
Mais en 1995, le stade devenu non conforme ferme avant de laisser sa place à un complexe cinématographique, le Kinepolis de Rocourt, détruisant un patrimoine du cyclisme et du football belges.
Par la suite le RFC Liège s'exile à Eupen, Sclessin, Ans, Tilleur, Seraing.
Plusieurs projets de nouvelles installations pour cette institution du football belge sont évoqués, mais sont abandonnés les uns après les autres. Cependant, le 16 mars 2015, le Ministre des Sports de la Fédération Wallonie-Bruxelles signe l'acte visant à octroyer le subside destiné à financer le début des travaux de l’école des Jeunes du club à Rocourt. À l'occasion de la conférence de presse, les médias apprennent qu'en raison de la détérioration de la pelouse du Stade du Pairay que partagent Liège et Seraing United, le deuxième cité ne reconduira pas la location du Stade Communal pour la saison 2015-2016.
Malgré cela, les dirigeants du R.F.C.L parviennent à obtenir les dérogations nécessaires pour que le Matricule 4 revienne sur ses terres historiques plus tôt que prévu.
C'est ainsi qu'en attendant l'enceinte définitive des Sang et Marine à Rocourt (initialement prévue en 2017), le club joue sur un des terrains synthétiques de son école de Jeunes. Pour ce faire, deux tribunes tubulaires d'une capacité totale de 2 250 places ont été installées.